# Луганський державний медичний університет
Державний заклад «Луганський державний медичний університет» (далі — ДЗ «ЛДМУ») — заклад вищої освіти у м. Рівне (вперше  релокований,  з м. Луганськ до м. Рубіжне, на час проведення ООС, згідно з наказом Міністерства охорони здоров'я України від 21.11.2014г., № 875 «Про організацію діяльності Луганського державного медичного університету», вдруге - з м. Рубіжне до м. Рівне згідно з наказом Міністерства охорони здоров'я України від 26.03.2022 р., № 527 «Про організацію діяльності Державного закладу "Луганський державний медичний університет»). Заснований у 1956 році. Статус Університету отриманий у 1994 році.

## Відомості
Відкриття Луганського медичного інституту було ініційовано Головою Президії Верховної Ради СРСР К. Є. Ворошиловим. Наказ уряду про відкриття у м. Луганську, другого на території Донбасу, медичного інституту був підписаний 6 травня 1956 року. Офіційне відкриття інституту відбулося 1 вересня 1956 року.
Станом на 1 вересня 1956 рік, в інституті працює менше 40 викладачів. Директором інституту стає І. Д. Ващенко, він же — головний лікар Луганської обласної лікарні імені Ф. Є. Дзержинського, учасник ВВВ, Заслужений лікар України. На посаду заступника директора з навчально-виховної та наукової роботи призначається завідувач кафедри мікробіології, доцент Ф. Д. Повеліця, вихованець Харківської наукової школи, учасник ВВВ, нагороджений орденом «Знак Пошани» і багатьма бойовими медалями.
Спочатку, діє тільки медичний факультет. У 1983 році відкриваються факультет по роботі з іноземними громадянами і педіатричний факультет, в 1998 році — фармацевтичний та стоматологічний факультети, а незабаром — і факультет післядипломної освіти.
Сьогодні, ДЗ «ЛДМУ» Міністерства охорони здоров'я України є провідним державним закладом вищої освіти з підготовки лікарів і провізорів. Університет веде активну міжнародну діяльність, в числі його студентів громадяни Азербайджану, Вірменії, Бангладеш, Бразилії, Гани, Єгипту, Зімбабве, Ізраїлю, Індії, Йорданії, Іраку, Ірану, Кенії, Лівії, Марокко, Нігерії, Палестини, Сирії, США, Тунісу, Узбекистану, Фінляндії та інших країн.
Загальна кількість студентів становить понад 1350 людей. З них 150 іноземних громадян, а також більше 150 інтернів і 55 аспірантів і докторантів.
Університет здійснює підготовку фахівців за освітньо-кваліфікаційним рівнем «Магістр» та, через аспірантуру і докторантуру, кандидатів і докторів наук.
Професорсько-викладацький склад університету має великий досвід як теоретичної, так і практичної роботи. Навчальний процес забезпечують 169 викладачів, з них — 19 докторів наук і 52 кандидати наук. ДЗ «ЛДМУ» неодноразово відзначався високими місцями в міжнародних та вітчизняних рейтингах закладів вищої освіти.
Післядипломна освіта направлена на забезпечення потреб закладів практичної охорони здоров'я України у висококваліфікованих фахівцях різних спеціальностей на основі безперервної післядипломної освіти (інтернатури) та постійного підвищення кваліфікації лікарів більше ніж за 25 спеціальностями. Післядипломна освіта у ДЗ «ЛДМУ» здійснюється на 7 кафедрах факультету післядипломної освіти, медичного та фармацевтичного факультетів.
Матеріально-технічна база університету щороку розширюється. ДЗ «ЛДМУ» має три навчальні корпуси, 5 комп'ютерних класів та бібліотеку. Створено клінічні бази в кращих обласних та міських лікувальних закладах Луганської області. Для проведення практичних занять оснащені лабораторії. Аудиторії оснащені необхідним для навчання обладнанням: мікроскопами, анатомічними моделями, наочним матеріалом, комп'ютерами, мультимедійними дошками тощо. Студенти мають змогу набути необхідні практичні навички на спеціальних медичних тренажерах та симуляторах, а також — медичному обладнанні (лапароскопічне обладнання, стоматологічні установки; апарати ЕКГ, кардіографи, УЗД апарат та інше). ДЗ «ЛДМУ» надає студентам гуртожиток, розрахований на 350 місць. Для забезпечення харчуванням в університеті працює їдальня.
Дозвілля студентів. Протягом навчального року, студенти займаються спортом у тренажерному та спортивному залах. На базі університету створено Центр культури та дозвілля студентів, де молодь має змогу розвивати таланти та проводити дозвілля. У ДЗ «ЛДМУ» активно діють такі організації, як студентське самоврядування та студентська профспілкова організація.

## Історія
Літопис ДЗ «Луганський державний медичний університет»
(1956—1993)
Распоряжение Совета Министров СССР от 6 мая 1956 года № 2522 организовать в г. Ворошиловграде медицинский институт с планом набора студентов в 1956 году на I и II курсы по 200 человек и именовать его «Ворошиловградский медицинский институт Министерства здравоохранения Украинской ССР»
1956-1960 роки - Становлення та організація кафедр;
1961-1967 роки - Формування матеріально-технічної бази кафедр та відділів інституту;
1968-1969 роки - Будування двох багатоповерхневих гуртожитків, навчального корпусу у медичному містечку;
1970 рік - Будування двох нових гуртожитків;
1971 рік - Відкриття спецради із захисту кандидатських дисертацій, існування якої припинилося у 1975 році;
1973 рік - Відкриття підготовчого відділення для робітничої молоді, яке проіснувало близько двадцяти років;
1979 рік - Факультетом післядипломної освіти лікарів були прийняті перші слухачі. Розпочато друкування інститутської газети «Ескулап»;
1982 рік - Відкриття та використання нового навчального корпусу;
1983 рік - Відкриття факультету іноземних студентів та педіатричного факультету;
1989-1990 роки - Організовано нові кафедри: медичної фізики з обчислювальною технікою, інформатикою та кібернетикою; клінічної імунології, алергології та генетики; поліклінічної терапії. Відкрита Спеціалізована вчена рада із захисту кандидатських дисертацій за спеціальністю «Внутрішні хвороби»;
1993 рік - Створення на базі інституту одного із перших в Україні медико-біологічного ліцею-інтернату для сільської молоді.

## Становлення сучасного Державного закладу «Луганський державний медичний університет» (1994—2005)
КАБІНЕТ МІНІСТРІВ УКРАЇНИ
ПОСТАНОВА
ВІД 29 СЕРПНЯ 1994 р. № 592
Київ
ПРО ВДОСКОНАЛЕННЯ МЕРЕЖІ ВИЩИХ НАВЧАЛЬНИХ ЗАКЛАДІВ
Кабінет Міністрів України ПОСТАНОВЛЯЄ:
Прийняти пропозицію Міністерства освіти, Міністерства охорони здоров'я, погоджену з відповідними Радами народних депутатів,
Міністерством фінансів, Міністерством економіки, про створення
ЛУГАНСЬКОГО ДЕРЖАВНОГО МЕДИЧНОГО УНІВЕРСИТЕТУ
на базі Луганського медичного інституту, що ліквідується.
1994 рік - Відкриті І та ІІ медичні факультети, а також факультет медичних сестер-бакалаврів із вищою освітою. Відкрита кафедра анестезіології та реаніматології. Закінчено будівництво 9-поверхового гуртожитку;
1995 рік - Університет атестований за вищим IV рівнем акредитації. Відкрита кафедра пропедевтики дитячих хвороб;
1996 рік - Відкрито підготовче відділення для іноземних студентів;
1997 рік - Закінчення будування блоку навчального корпусу, в якому розміщені кафедри анатомії людини, медичної біології, гістології, цитології та ембріології, нормальної фізіології;
1998 рік - Відкриття фармацевтичного і стоматологічного факультетів, факультету медичних сестер-бакалаврів із вищою освітою з подовженим навчальним днем (вечірній). Відкриття кафедри організації та економіки фармації, кафедри стоматології. Закінчення будівництва аудиторного блоку навчального корпусу. Початок видавництва науково-практичних журналів та збірників, які затверджені ВАК України «Український медичний альманах», «Проблеми екологічної та медичної генетики і клінічної імунології», «Актуальні проблеми акушерства і гінекології, клінічної імунології та медичної генетики»;
1999 рік - Відкриття кафедри фармацевтичної хімії. Будування блоку навчального корпусу, в якому розміщуються кафедри інформатики та медичної апаратури, фармакології, медичної хімії, фармацевтичної хімії та фармакогнозії, а також університетський центр;
2000 рік — Лауреатами Державної премії України в галузі науки і техніки за розробку і впровадження медичної системи життєзабезпечення постраждалих при техногенних аваріях і катастрофах стала група вчених на чолі із заслуженим діячем науки і техніки України, д.мед.н. професором Можаєвим Геннадієм Олександровичем. Побудовані університетська медична бібліотека «Палац книги» та гараж на 10 автомашин. Започаткуване видання «Український журнал екстремальної медицини ім. Г. О. Можаєва», яке було затверджено ВАК України;
2001 рік — До ладу становиться нова збудована «Аптека-студія», а також господарсько-технічний центр із майстернями, складами та пунктами обслуговування. Відкриті аудиторії № 1 та № 2 після їх реконструкції;
2002 рік — Після реконструкції відкриті деканати факультетів; здобута перша премія серед молодих вчених України доцентом Бондаревим Р. В.;
2003 рік — Відкриті кафедри: акушерства та гінекології № 2; нервових хвороб; сімейної медицини ФПДО. Почалося навчання іноземних студентів англійською мовою. Премію Президента України в галузі науки отримали молоді вчені доцент Налапко Ю. І. та асистент Докашенко Д. А. Стала до ладу побудована та обладнана сучасним устаткуванням університетська стоматологічна клініка. Відкритий університетський стадіон. Придбаний санаторій-профілакторій. Закладений парк університетського містечка;
2004 рік — Відкрите відділення заочного навчання на фармацевтичному факультеті. Відкрита кафедра стоматології № 2. Становлення до ладу Центру сімейної медицини. Відкриті тенісні корти та спортивні майданчики. Відкрита аудиторія № 5 після її реконструкції. Початок видавництва науково-практичного журналу «Український морфологічний альманах». У новому приміщенні після реконструкції почав роботу студентський театр;
2005 рік - Відкриття Спеціалізованої вченої ради із захисту дисертацій за спеціальністю «Патологічна фізіологія (біологічні науки)». Проведена реорганізація та об'єднання кафедр. Група молодих вчених-хірургів здобула першу премію обласного конкурсу наукових робіт. Розпочато навчання відповідно до вимог Болонського процесу. Відкрита аудиторія № 3 після реконструкції;
- Нашому розвитку завжди сприяли Міністерство охорони здоров'я України, Луганська обласна державна адміністрація, Обласна рада народних депутатів. За що ми їм щиро дякуємо!
- Значний внесок у розвиток університету зробив заслужений діяч науки і техніки України, лауреат Державної премії, д.мед.н. професор Ковешніков Володимир Георгійович, який протягом багатьох років очолював університет.
- Університетська освіта здійснюється на 6 факультетах: медичному за спеціальністю «Лікувальна справа», «Педіатрія», стоматологічному, фармацевтичному, іноземних громадян та післядипломної освіти.
- Створені наукові школи за сучасними напрямками медицини, які здійснюють важливі дослідження з урахуванням екології Донбасу та стану здоров'я населення Луганської області.
- Значний внесок у навчально-методичну та виховну роботу зробив колектив кафедри організації та економіки фармації (проф. Гудзенко О. П.)
- Визнанням та повагою далеко за межами нашої області користуються викладачі-клініцисти: професор Бондарев В. І., професор Казакова С. Є., професор Пепенін В. Р., професор Путінцев В. Г., професор Сімрок В. В., професор Усатов С. А., професор Чуб В. В., доц. Абалмасов Є. І., доц. Альошина Р. М., доц. Вахтіна Т. І., доц. Лук'янов В. Г., доц. Корнієць Н. Г., доц. Магалецький І. Ф., доц. Меженський П. П., доц. Мироненко О. М. і ще багато і багато інших.
- За 50 років співробітниками університету захищено більше 116 докторських та 668 кандидатських дисертацій. Це дозволило університету зайняти одне з провідних місць серед медичних закладів України, оскільки показник викладачів із науковими ступенями становить 87 %.
- За час свого існування університет підготував понад 15000 спеціалістів, у тому числі 950 лікарів для 52 країн світу.
- Усе вищесказане гарантує подальший розвиток університету, його вступ до європейської спільноти вузів, наголошений Болонською декларацією.
(Матеріал взято з книги «50 років Луганському державному медичному університету» авторів: Івченко В. К., Вовк Ю. М., Германов В. Т.)
Після того, як 24 лютого 2022 року РФ розпочала повномасштабну війну проти України, Луганський державний медичний університет евакуювався у Рівне. Основну частину науково-технічної бази навчального закладу було розміщено на базі Рівненського обласного лікувального-діагностичного центру ім. В. Поліщука.

## Факультети
- Медико - фармацевтичний
- Факультет післядипломної освіти  [Архівовано 7 березня 2016 у Wayback Machine.]

## Спеціальності
- Медицина
- Педіатрія
- Фармація
- Стоматологія

## Ректори
- Ващенко Іван Данилович (05.06.1956 до 24.02.1957 р.)
- Пальчевський Євген Гнатович (25.02.1957 до 25.05.1960 р.)
- Повеліця Федір Дмитрович (25.05.1960 до 18.11.1963 р.)
- Корчиков Донат Григорович (18.11.1963 до 27.12.1966 р.)
- Чайковська Ірина Йосипівна (з січня 1967 до червня 1975 р.)
- Фаддєєв Анатолій Миколайович (з 26.09.1975 до 15.08.1984 р.)
- Ковешніков Володимир Георгійович (1984—2003 рр.)
- Івченко Валерій Костянтинович (з 2003—2014 рр.)
- Іоффе Ігор Володимирович (з 2014 - 2020 р.)
- Смірнов Сергій Миколайович (з 2021 -  р.)

## Почесні доктори та випускники
- Лауреати Державної премії України — д.мед.н. професор Івченко В. К., д.мед.н. професор Ковешніков В. Г.
- Академіки Вищої школи України — д.м.н. професор Ковешніков В. Г., д.мед.н. професор Фролов В. М.
- Заслужені діячи науки і техніки України — д.мед.н. професор Івченко В. К., д.мед.н. професор Ковешніков В. Г., д.мед.н. професор Добрін Б. Ю., д.мед.н. професор Фролов В. М., д.мед.н. професор Антіпова С. В., д.мед.н. професор Гайдаш І. С., д.мед.н. професор Романюк Б. П., д.мед.н. професор Лук'янчук В. Д., д.мед.н. професор Комаревцева І. О.

- Заслужений робітник охорони здоров'я України — д.фарм.н. професор Гудзенко О. П.
- Заслужений робітник промисловості України — Цибко В. І.
- Заслужені лікарі України — д.мед.н. професор Чуб В. В., д.мед.н. професор Іоффе І. В., к.мед.н. Донцова К. М., к.мед.н. Померанцева Т. І.
- Почесні громадяни м. Луганськ — д.м.н. професор Ковешніков В. Г., д.м.н. професор Ольшанецький О. О.

## Відомі педагоги
- Напрасніков Сергій Миколайович — заслужений лікар України[2].

## Нагороди та репутація
ДЗ «Луганський державний медичний університет» вже протягом тривалого часу займає відповідні місця згідно з рейтингом ВНЗ України ЮНЕСКО «Топ 200»:
- 2008 рік — 59 місце
- 2009 рік — 52 місце
- 2010 рік — 58 місце
- 2011 рік — 58 місце

Згідно з рейтингом медичних ВНЗ України у 2011 році університет зайняв 7-ме місце.
У 2011 році ДЗ Луганський державний медичний університет" зайняв перше місце серед медичних ВНЗ України за кількістю іноземних студентів.
2006 р. Університет нагороджений Дипломом та Срібною медаллю МОН України за високу професійну підготовку фахівців.
2007 р. Університет нагороджений Дипломом та Золотою медаллю Загальноукраїнського проекту МОН України «Найкращі заклади медичної освіти України».
2008 р. Трудовий колектив університету нагороджений Почесною грамотою міністра вугільної промисловості України.
2010 р. Університет нагороджується Срібною медаллю МОН України у номінації «Інноваційний розвиток освіти та сучасні педагогічні технології».
2011 р. Університет нагороджується Золотою медаллю МОН України у номінації «Міжнародне співробітництво в галузі освіти і науки»
2012 р. Університет нагороджений Срібною медаллю МОН України у номінації «Створення та упровадження сучасних засобів навчання».

## Журнали та збірники
- «Український журнал екстремальної медицини імені Г. О. Можаєва»
- «Український журнал клінічної та лабораторної медицини»
- «Український медичний альманах»
- «Український морфологічний альманах»
- «Загальна патологія та патологічна фізіологія»
- «Актуальні проблеми акушерства і гінекології, клінічної імунології та медичної генетики»
- «Хірургія Донбасу»